# Campeonato Carioca de Futebol de 1934 (LCF)
O Campeonato Carioca de Futebol de 1934 organizado pela pela Liga Carioca de Football (LCF) foi vencido pelo Vasco da Gama, com o São Cristóvão ficando com o vice-campeonato.
O São Cristóvão que em 1933 foi impedido de participar do campeonato da LCF (por voto contrário do Fluminense) foi o vencedor da Subliga Carioca de Futebol daquele ano.
A Subliga Carioca de Futebol pertencia a LCF, que era filiada à Federação Brasileira de Football que não tinha vínculo com a FIFA. Dessa forma em 1934 o São Cristóvão passou a disputar o torneio da LCF e o campeonato que tinha apenas seis clubes participantes passou a ter sete, o que pode ser interpretado como uma tentativa de fortalecer a LCF em relação a AMEA.

## Classificação final
| Classificação | Classificação | Classificação | Classificação | Classificação | Classificação | Classificação | Classificação | Classificação | Classificação |
| Pos           | Time          | PG            | J             | V             | E             | D             | GP            | GS            | SG            |
| ------------- | ------------- | ------------- | ------------- | ------------- | ------------- | ------------- | ------------- | ------------- | ------------- |
| 1             | Vasco da Gama | 18            | 12            | 8             | 2             | 2             | 28            | 16            | +12           |
| 2             | São Cristóvão | 14            | 12            | 5             | 4             | 3             | 15            | 15            | 0             |
| 3             | America       | 13            | 12            | 4             | 5             | 3             | 24            | 19            | +5            |
| 3             | Bangu         | 13            | 12            | 6             | 1             | 5             | 24            | 30            | -6            |
| 5             | Fluminense    | 11            | 12            | 4             | 3             | 5             | 24            | 22            | +2            |
| 6             | Flamengo      | 10            | 12            | 4             | 2             | 6             | 35            | 29            | +6            |
| 7             | Bonsucesso    | 5             | 12            | 2             | 1             | 9             | 19            | 38            | -19           |

## Premiação
| Campeonato Carioca de 1934 (LCF)  |
| Rio de Janeiro                    |
| --------------------------------- |
| VASCO DA GAMA Campeão (4º título) |

## Jogos do campeão
01/04/34 - Vasco 2 x 1 América (São Januário)
08/04/34 - Vasco 2 x 0 Bangu (São Januário)
12/04/34 - Vasco 2 x 0 Bonsucesso (São Januário)
22/04/34 - Vasco 0 x 1 São Cristóvão (São Januário)
01/05/34 - Vasco 5 x 2 Flamengo (São Januário)
06/05/34 - Fluminense 1 x 2 Vasco (Laranjeiras)
27/05/34 - América 2 x 2 Vasco (São Januário)
06/06/34 - Bonsucesso 3 x 4 Vasco (Laranjeiras)
24/06/34 - Bangu 2 x 5 Vasco (São Januário)
01/07/34 - São Cristóvão 1 x 1 Vasco (Figueira de Melo)
22/07/34 - Flamengo 3 x 2 Vasco (Laranjeiras)
29/07/34 - Vasco 1 x 0 Fluminense (São Januário)